# كأس ألمانيا 2012–13
كأس ألمانيا 2012–13 (بالألمانية: DFB-Pokal 2012/13)‏ هو الموسم 70 من  كأس ألمانيا. أشرف على تنظيمه اتحاد ألمانيا لكرة القدم، وكان عدد الأندية المشاركة فيه  64، وفاز فيه بايرن ميونخ.